# Condado de Lucas (Ohio)
El condado de Lucas es un condado del estado de Ohio, Estados Unidos. Tiene una población estimada, a mediados de 2021, de 429 121 habitantes.
La sede del condado y su mayor ciudad es Toledo.
Tiene un área de 1540 km² (los cuales 660 km² están cubiertos por agua).
Fue fundado en 1835.